# ADCC Submission Wrestling World Championship
L'ADCC Submission Wrestling World Championship è una competizione internazionale di submission grappling organizzata dall'Abu Dhabi Combat Club di Abu Dhabi, Emirati Arabi Uniti.
Nel torneo vengono coinvolti alcuni tra i migliori atleti di differenti discipline e sport da combattimento, che prevedono l'utilizzo di tecniche di sottomissione, quali Grappling, BJJ, Lotta libera, Luta livre brasiliana, Judo, Sambo, Shooto e MMA.

## Storia
La competizione venne creata dallo sceicco Tahnoon bin Zayed Al Nahyan, figlio dell'ex presidente degli Emirati Arabi Uniti Zayd bin Sultan Al Nahyan, in collaborazione con il maestro di jiu jitsu brasiliano Nelson Monteiro.
L'organizzazione Abu Dhabi Combat Club è madre di differenti tornei nazionali presenti in diverse nazioni del mondo e tutti sotto la stessa effigie.
La prima edizione del torneo si tenne nel 1998 ad Abu Dhabi e prevedeva i soli tornei maschili per le varie divisioni di peso, nonché alcuni tornei dediti solamente agli atleti provenienti dai paesi arabi; dal 2005 sono stati introdotti anche i tornei femminili.
Nel 2003 per la prima volta la competizione venne ospitata lontana da Abu Dhabi, e precisamente a San Paolo, in Brasile.
Dal 1998 al 2001 la competizione si tenne annualmente, successivamente si svolse ogni due anni.
Nella storia della competizione la maggior parte dei campioni sono praticanti di jiu jitsu brasiliano di nazionalità brasiliana.

## Edizioni e campioni

### 1998Abu Dhabi, Emirati Arabi Uniti
| Categoria         |                   |                     |                   |
| ----------------- | ----------------- | ------------------- | ----------------- |
| 66 kg maschile    | Alexandre Freitas | Robin Gracie        | Alexander Plavski |
| 77 kg maschile    | Renzo Gracie      | Luis Brito          | Fabiano Iha       |
| 88 kg maschile    | Rodrigo Gracie    | Kareem Barkalaev    | Ahmed Faraj       |
| 99 kg maschile    | Mario Sperry      | Ricardo Alves       | Bueau Hershberger |
| +99 kg maschile   | Ricco Rodriguez   | Sean Alvarez        | Simon Siasi       |
| Absolute maschile | Mario Sperry      | Ricardo Morais      | Simon Siasi       |
| Araba maschile    | Hareb Hashel      | Mohammad Al Qubaisi | Waseem Abdullah   |

Presero parte al torneo anche:
- Carlos Newton
- Oleg Taktarov
- Elvis Sinosic

### 1999Abu Dhabi, Emirati Arabi Uniti
| Categoria         |                      |                    |                   |
| ----------------- | -------------------- | ------------------ | ----------------- |
| 66 kg maschile    | Royler Gracie        | Alexandre Carneiro | Alexander Plavski |
| 77 kg maschile    | Jean Jacques Machado | Caol Uno           | Hayato Sakurai    |
| 88 kg maschile    | Kareem Barkalaev     | Alexander Savko    | Ricardo Liborio   |
| 99 kg maschile    | Jeff Monson          | Saulo Ribeiro      | Ricardo Almeida   |
| +99 kg maschile   | Mark Kerr            | Sean Alvarez       | Chris Haseman     |
| Absolute maschile | Roberto Traven       | Hayato Sakurai     | Ricco Rodriguez   |

Superfight:  Mario Sperry batté  Enson Inoue
Presero parte al torneo anche:
- Jerry Bohlander
- Travis Fulton
- Josh Barnett
- Murilo Bustamante

### 2000Abu Dhabi, Emirati Arabi Uniti
| Categoria         |               |                      |                 |
| ----------------- | ------------- | -------------------- | --------------- |
| 66 kg maschile    | Royler Gracie | Alexandre Freitas    | Joe Gilbert     |
| 77 kg maschile    | Renzo Gracie  | Jean Jacques Machado | Marcio Feitosa  |
| 88 kg maschile    | Saulo Ribeiro | Ricardo Liborio      | Alexander Savko |
| 99 kg maschile    | Ricardo Arona | Jeff Monson          | Tito Ortiz      |
| +99 kg maschile   | Mark Kerr     | Ricco Rodriguez      | Rigan Machado   |
| Absolute maschile | Mark Kerr     | Sean Alvarez         | Ricardo Almeida |

Superfight:  Mario Sperry batté  Roberto Traven
Presero parte al torneo anche:
- Dave Menne
- Jerry Bohlander
- Murilo Bustamante
- Matt Hughes
- Antônio Rodrigo Nogueira
- Josh Barnett

### 2001Abu Dhabi, Emirati Arabi Uniti
| Categoria             |                           |                       |                           |
| --------------------- | ------------------------- | --------------------- | ------------------------- |
| 66 kg maschile        | Royler Gracie             | Barret Yoshida        | Robson Fonseca            |
| 77 kg maschile        | Marcio Feitosa            | Matt Serra            | Leonardo Silva Dos Santos |
| 88 kg maschile        | Sanae Kikuta              | Saulo Ribeiro         | Antonio Schembri          |
| 99 kg maschile        | Ricardo Arona             | Ricardo Almeida       | Alexandre Ferreira        |
| +99 kg maschile       | Mark Robinson             | Jeff Monson           | Márcio Cruz               |
| Absolute maschile     | Ricardo Arona             | Jean Jacques Machado  | Vítor Belfort             |
| 60 kg maschile araba  | Tareq Al Ketbi            | Ahssan Merai          | Jabber Al Daheri          |
| 75 kg maschile araba  | Marcos Escobar Saad       | Khalil Ibrahim Khalil | Sami Al Jamal             |
| 90 kg maschile araba  | Mohammed Jehad            | Abdullah Abadi        | Emir Bussade              |
| +90 kg maschile araba | Antoine Braga Abou Joaude | Jehad A Hamdan        | Diego Morgado Nehme       |

Superfight:  Mark Kerr batté  Mario Sperry
Presero parte al torneo anche:
- Takanori Gomi
- Morris Cilfoni
- Evan Tanner
- Chael Sonnen
- Ricco Rodriguez
- Vítor Belfort

### 2003San Paolo, Brasile
| Categoria         |                  |                    |                 |
| ----------------- | ---------------- | ------------------ | --------------- |
| 66 kg maschile    | Leo Vieira       | Barret Yoshida     | Royler Gracie   |
| 77 kg maschile    | Marcelo Garcia   | Otto Olson         | Vitor Ribeiro   |
| 88 kg maschile    | Saulo Ribeiro    | Ronaldo Souza      | David Terrell   |
| 99 kg maschile    | John-Olav Einemo | Alexandre Ferreira | Roger Gracie    |
| +99 kg maschile   | Márcio Cruz      | Fabrício Werdum    | Alex Negão      |
| Absolute maschile | Dean Lister      | Alexandre Ferreira | Fabrício Werdum |

Superfight:  Ricardo Arona batté  Mark Kerr
Presero parte al torneo anche:
- George Sotiropoulos
- Matt Lindland
- Yushin Okami
- Nate Marquardt
- Chael Sonnen
- Brandon Vera
- Roy Nelson
- Jeff Monson

### 2005Long Beach, Stati Uniti
| Categoria          |                |                    |                   |
| ------------------ | -------------- | ------------------ | ----------------- |
| 66 kg maschile     | Leo Vieira     | Rani Yahya         | Marcio Feitosa    |
| 77 kg maschile     | Marcelo Garcia | Pablo Popovitch    | Jake Shields      |
| 88 kg maschile     | Ronaldo Souza  | Demian Maia        | Saulo Ribeiro     |
| 99 kg maschile     | Roger Gracie   | Alexandre Ferreira | Alexandre Ribeiro |
| +99 kg maschile    | Jeff Monson    | Gabriel Gonzaga    | Fabrício Werdum   |
| Absolute maschile  | Roger Gracie   | Ronaldo Souza      | Marcelo Garcia    |
| 60 kg femminile    | Kyra Gracie    | Leka Vieira        | Megumi Fujii      |
| +60 kg femminile   | Juliana Borges | Stacy Cartwright   | Kizma Button      |
| Absolute femminile | Juliana Borges | Tara LaRosa        | Amanda Buckner    |

Superfight:  Dean Lister batté  Jean Jacques Machado
Presero parte al torneo anche:
- Gilbert Melendez
- Urijah Faber
- Shinya Aoki
- Georges St-Pierre
- Diego Sanchez
- Ricco Rodriguez
- Marloes Coenen

### 2007Trenton, Stati Uniti
| Categoria          |                   |                     |                     |
| ------------------ | ----------------- | ------------------- | ------------------- |
| 66 kg maschile     | Rani Yahya        | Leo Vieira          | Barret Yoshida      |
| 77 kg maschile     | Marcelo Garcia    | Pablo Popovitch     | André Galvão        |
| 88 kg maschile     | Demian Maia       | Flavio Almeida      | Tarsis Humphreys    |
| 99 kg maschile     | Alexandre Ribeiro | Braulio Estima      | Robert Drysdale     |
| +99 kg maschile    | Fabrício Werdum   | Rolles Gracie       | Márcio Cruz         |
| Absolute maschile  | Robert Drysdale   | Marcelo Garcia      | André Galvão        |
| 55 kg femminile    | Sayaka Shinoda    | Felicia Oh          | Megumi Fujii        |
| 60 kg femminile    | Kyra Gracie       | Tara LaRosa         | Takayo Hashi        |
| 67 kg femminile    | Hannette Staack   | Kelly Paul          | Marloes Coenen      |
| +67 kg femminile   | Penny Thomas      | Lana Stefanac       | Rosangela Conceicão |
| Absolute femminile | Hannette Staack   | Rosangela Conceicão | Kelly Paul          |

Superfight:  Roger Gracie batté  John-Olav Einemo
Presero parte al torneo anche:
- George Sotiropoulos
- Yushin Okami
- Tim Boetsch
- Elvis Sinosic

### 2009Barcellona, Spagna
| Categoria         |                   |                   |                  |
| ----------------- | ----------------- | ----------------- | ---------------- |
| 66 kg maschile    | Rafael Mendes     | Rubens Charles    | Ryan Hall        |
| 77 kg maschile    | Pablo Popovitch   | Marcelo Garcia    | Gregor Gracie    |
| 88 kg maschile    | Braulio Estima    | André Galvão      | David Avellan    |
| 99 kg maschile    | Alexandre Ribeiro | Gerardi Rinaldi   | Vinny Magalhães  |
| +99 kg maschile   | Fabrício Werdum   | Roberto Abreu     | Jeff Monson      |
| Absolute maschile | Braulio Estima    | Alexandre Ribeiro | Vinny Magalhães  |
| 60 kg femminile   | Luana Alzuguir    | Sayaka Shinoda    | Hillary Williams |
| +60 kg femminile  | Hannette Staack   | Penny Thomas      | Cristiane Santos |

Superfight:  Ronaldo Souza batté  Robert Drysdale
Presero parte al torneo anche:
- George Sotiropoulos
- Ben Askren
- Chris Weidman
- Glover Teixeira
- Ricco Rodriguez
- Jeff Monson
- Megumi Fujii

### 2011Nottingham, Regno Unito
| Categoria         |                  |                   |                   |
| ----------------- | ---------------- | ----------------- | ----------------- |
| 66 kg maschile    | Rafael Mendes    | Rubens Charles    | Jeff Glover       |
| 77 kg maschile    | Marcelo Garcia   | Leo Vieira        | Kron Gracie       |
| 88 kg maschile    | André Galvão     | Rousimar Palhares | Pablo Popovitch   |
| 99 kg maschile    | Dean Lister      | João Assis        | Alexandre Ribeiro |
| +99 kg maschile   | Vinny Magalhães  | Fabrício Werdum   | Roberto Abreu     |
| Absolute maschile | André Galvão     | Pablo Popovitch   | Alexandre Ribeiro |
| 60 kg femminile   | Kyra Gracie      | Michelle Nicolini | Luana Alzuguir    |
| +60 kg femminile  | Gabrielle Garcia | Hannette Staack   | Ida Hansson       |

Superfight:  Mario Sperry batté  Renzo Gracie
Presero parte al torneo anche:
- Glover Teixeira
- Jeff Monson

### 2013Pechino, Cina
| Categoria         |                   |                     |                   |
| ----------------- | ----------------- | ------------------- | ----------------- |
| 66 kg maschile    | Rubens Charles    | Rafael Mendes       | Justin Rader      |
| 77 kg maschile    | Kron Gracie       | Otavio Souza        | JT Torres         |
| 88 kg maschile    | Romulo Barral     | Rafael Lovato Jr.   | Keenan Cornelius  |
| 99 kg maschile    | João Assis        | Dean Lister         | Leonardo Nogueira |
| +99 kg maschile   | Marcus Almeida    | Gabriel de Oliveira | Roberto Abreu     |
| Absolute maschile | Roberto Abreu     | Marcus Almeida      | Keenan Cornelius  |
| 60 kg femminile   | Michelle Nicolini | Luana Alzuguir      | Seiko Yamamoto    |
| +60 kg femminile  | Gabrielle Garcia  | Maria Malyjasiak    | Tammy Criego      |

Superfight:  Mario Sperry batté  Fabio Gurgel
Presero parte al torneo anche:
- Ben Henderson
- Kim Dong-Hyun

## I dieci atleti più vincenti
| Atleta          |   |   |   | Categoria               | Disciplina |
| --------------- | - | - | - | ----------------------- | ---------- |
| Marcelo Garcia  | 4 | 2 | 1 | 77 kg, Absolute         | BJJ        |
| Hannette Staack | 3 | 1 | 0 | +60 kg, 67 kg, Absolute | BJJ        |
| Royler Gracie   | 3 | 0 | 1 | 66 kg                   | BJJ        |
| Ricardo Arona   | 3 | 0 | 0 | 99 kg, Absolute         | BJJ        |
| Kyra Gracie     | 3 | 0 | 0 | 60 kg                   | BJJ        |
| Mark Kerr       | 3 | 0 | 0 | +99 kg, Absolute        | Lotta      |
| Fabrício Werdum | 2 | 2 | 2 | +99 kg, Absolute        | BJJ        |
| Saulo Ribeiro   | 2 | 2 | 1 | 88 kg, 99 kg            | BJJ        |
| Jeff Monson     | 2 | 2 | 1 | 99 kg, +99 kg           | BJJ        |
| Leo Vieira      | 2 | 2 | 0 | 66 kg, 77 kg            | BJJ        |